# Villa Lütge

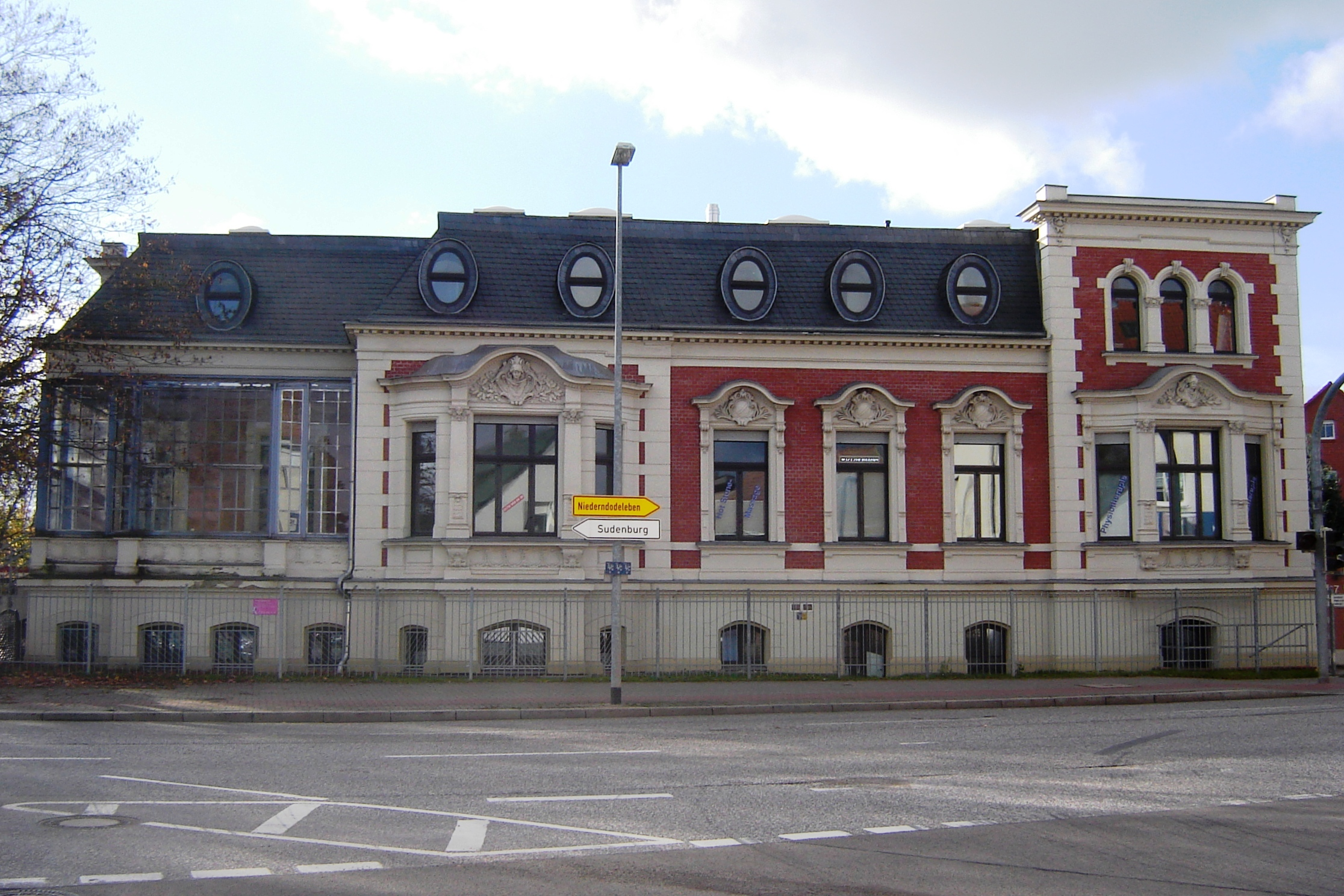
Straßenansicht

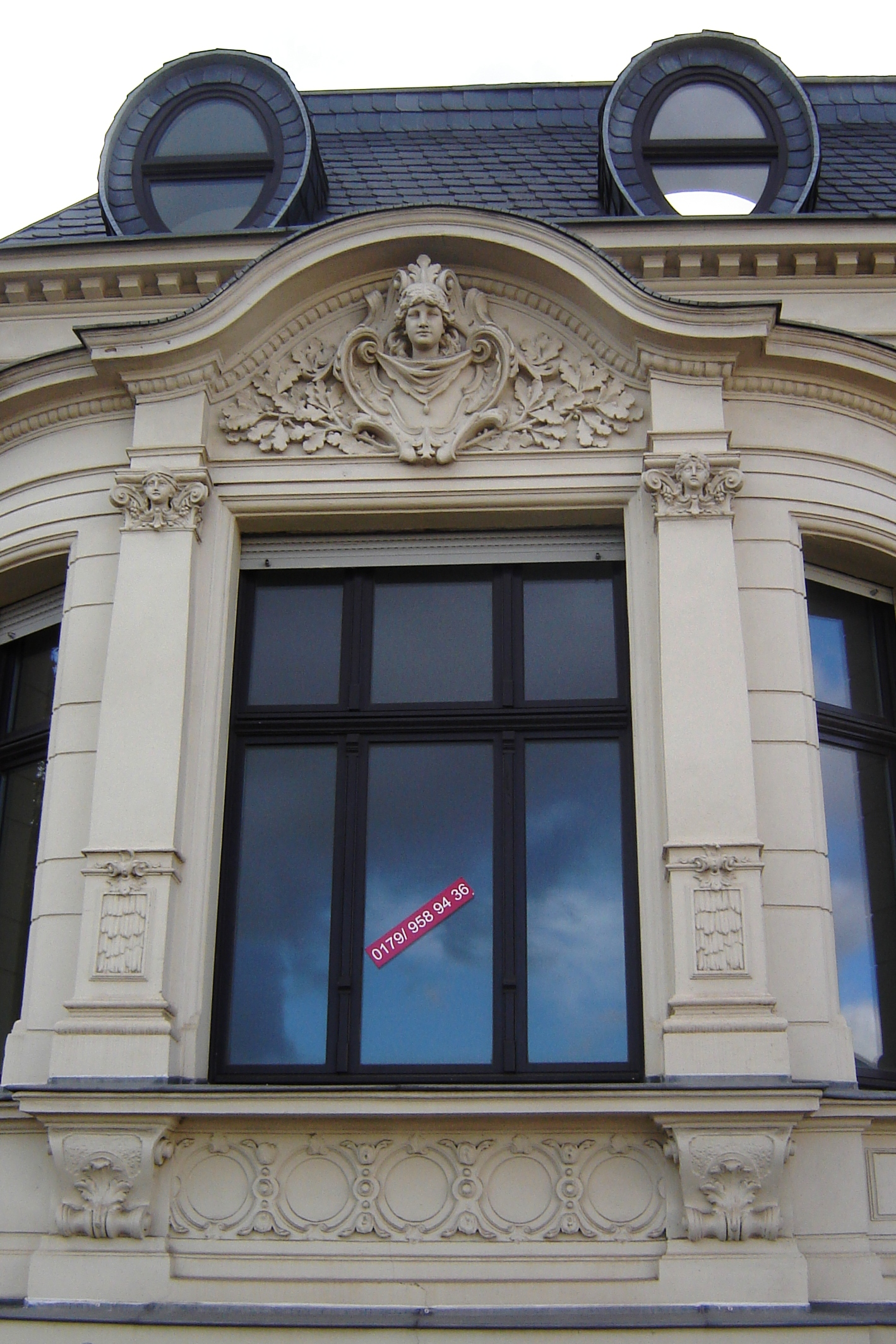
Linker Straßenerker

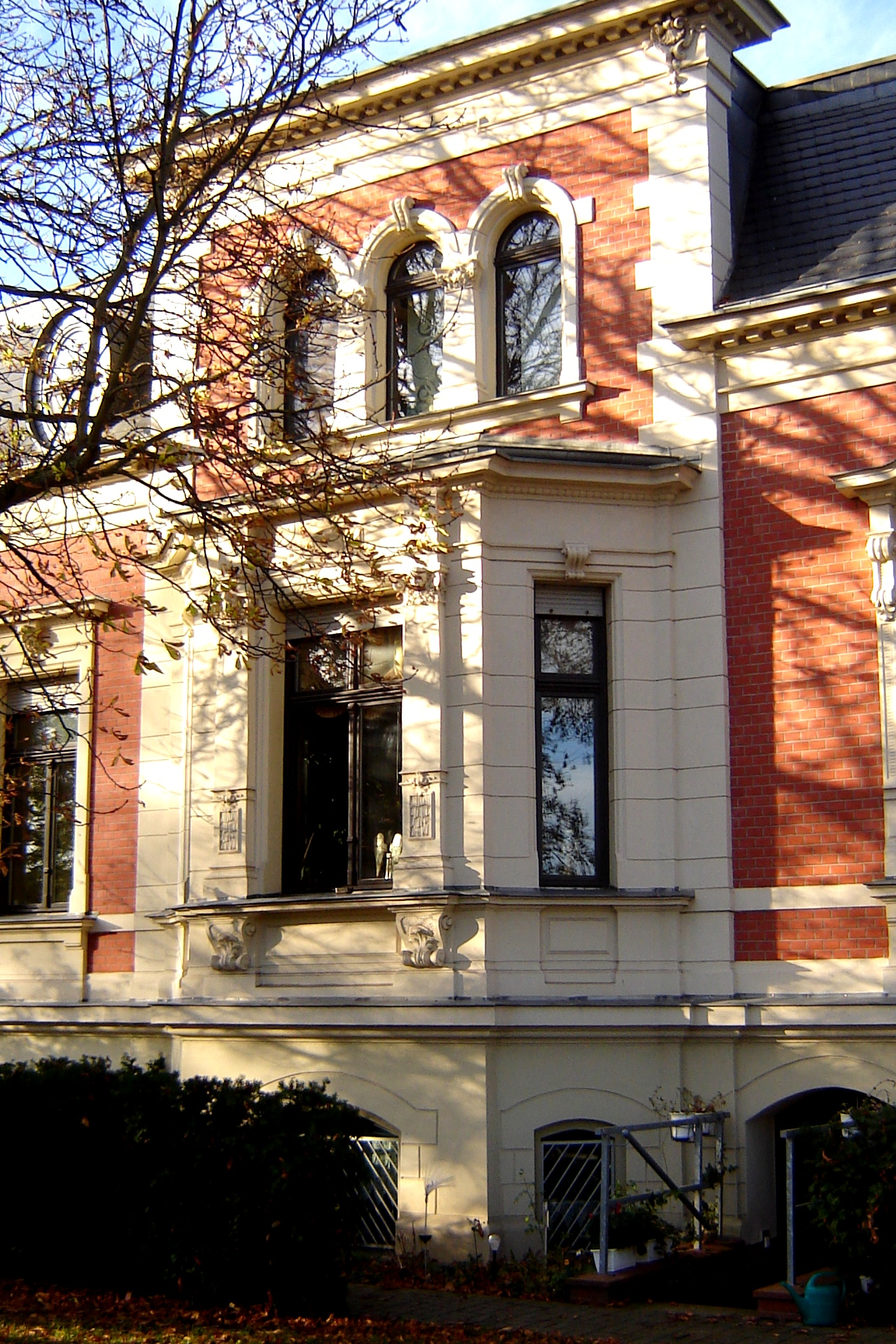
Risalit der Südfront

Die Villa Lütge ist ein neobarockes denkmalgeschütztes Gebäude im Magdeburger Stadtteil Diesdorf.

## Lage
Die Villa hat die postalische Bezeichnung Hannoversche Straße 7, 39110 Magdeburg. Die Hannoversche Straße führt als Teil der Landesstraße 49 nördlich um das Zentrum des Ortsteils Diesdorf herum und stellt die Verbindung zwischen Magdeburg und dem Nachbarort Niederndodeleben her. Das Villengrundstück liegt gegenüber der Einmündung der Straße Kümmelsberg und grenzt im Süden an das Flüsschen Schrote.

## Geschichte
Das Grundstück, auf dem später die Villa errichtet wurde, kam 1876 in den Besitz der Familie Lütge. Der Zug- und Zuchtviehlieferant Friedrich Lütge beauftragte Anfang der 1890er Jahre den Architekten Alf Hurum, der später auch die Villa Bennewitz plante, den Entwurf für eine repräsentative Villa zu erstellen. Nach den Plänen von Hurum wurden 1895 die Villa und ein angrenzender Rinderstall erbaut, nachdem zuvor die bisherige Bebauung abgerissen worden war. Die ursprüngliche Nutzung der Villa bestand aus zwei Wohnungen für Vater und Sohn Lütge, einem Kontor und Bedienstetenwohnungen im Keller- und Dachgeschoss. Nach 1990 war die Villa mehrere Jahre ungenutzt und drohte zu verfallen. 2009 wurde die Villa in das Denkmalverzeichnis der Stadt Magdeburg aufgenommen. Im Zuge der Sanierung des Villengebäudes wurde der Stall abgerissen, im westlichen Teil des Grundstücks wurden Reihenhäuser errichtet.

## Baubeschreibung
Das Villengebäude, im neobarocken Stil errichtet, hat einen asymmetrischen L-förmigen Grundriss. Die Straßenfront hat eine Länge von 27,61 m, die Gartenseite misst nur 20,31 m. Die Südseite ist 12,44 m und der Nordgiebel 9,81 m breit. Das Gebäude wurde dreistöckig mit Souterrain, Hochgeschoss und Dachgeschoss ausgeführt. Die fünfachsige Straßenfront ist mit einem zwei- und einem einstöckigen Risalit mit jeweils vorgeblendeten Erkern versehen. Am rechten Risalit wurde in Höhe des Dachgeschosses ein Drillingsfenster eingelassen, dessen Bögen von Pilastern gestützt werden. Der Fassadensockel, die Gebäudekanten, Erker und Fensterrahmungen tragen sandsteinfarbenen Putz. Der Südfassade ist ebenfalls ein zweistöckiger Risalit mit Erker vorgesetzt. Das flache Mansarddach wurde mit hochovalen Dachluken versehen, deren Aussehen bei der Sanierung verändert wurde. Die Raumhöhe der Wohnräume im Hochgeschoss schwankt zwischen 3,8 und 4,1 m.